# Molophilus abhorrens
Molophilus abhorrens là một loài ruồi trong họ Limoniidae. Chúng phân bố ở miền Australasia.